# Silberhort von Kukruse
Der Silberhort von Kukruse (deutsch Kuckers) im Kreis Ida-Viru in Estland wurde aufgesammelt, da sich die Funde nicht mehr an ihrem ursprünglichen Platz befanden. Der ursprüngliche Kontext des Hortes ist daher unbekannt. Der Schatz aus der Spätwikingerzeit bestand aus nichtmonetärem Silber und 374 Münzen. Im Kreis Ida-Viru, in der Region Kohtla-Järve  wurde eine große Zahl von Münzschätzen gefunden. Die bemerkenswertesten von ihnen sind Erra-Liiva I und II, Edise, Kohtla I und II, Kohtla-Käva, Puru III und neue Funde aus Kukruse.

## Beschreibung
318 Münzen (85 %) waren deutsche Münzen, 36 (1,9 %) englische Pennies, acht (2,1 %) islamische Dirhams, sieben (1,9 %) dänische und vier (1,1 %) schwedische Denare und eine (0,3 %) war eine norwegische Münze.
Eine solche Zusammensetzung ist typisch für die baltischen Schatzfunde dieser Zeit. Die zeitliche Verteilung der Münzen ist jedoch etwas untypisch. Man kann zwei chronologische „Schichtungen“ erkennen, wobei auf eine Münzenreihe aus der ersten Hälfte Münzen aus dem späten 11. Jahrhundert aufgesetzt wurden. Die jüngste datierbare Münze war die norwegische, die unter König Magnus Berrføtt (1093–1103) geprägte. Daher kann der Schatz nicht vor 1093 hinterlegt worden sein. Er wurde wahrscheinlich Ende des 11. Jahrhunderts deponiert. Das Phänomen kann auch bei einigen anderen Depots beobachtet werden, z. B. in estnischen Horten von Kose und Kohtla-Käva, im schwedischen Hort von Johannishus (Schonen) und im dänischen Hort von Store Frigård (auf Bornholm – nach 1106 niedergelegt).